# آنا ماریا راونوپولسکا-دین

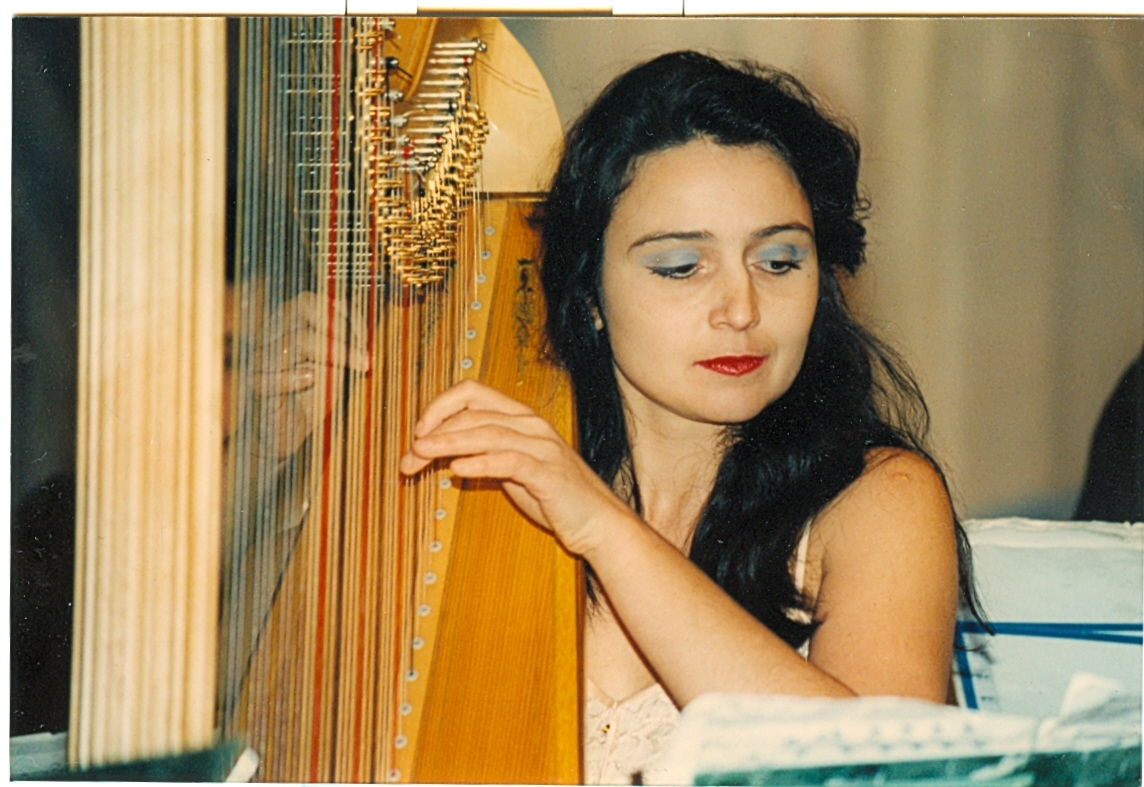

آنا ماریا راونوپولسکا-دین (به انگلیسی: Anna-Maria Ravnopolska-Dean؛ به بلغاری: Анна-Мария Равнополска-Дийн) یک چنگ نواز و آهنگساز اهل بلغارستان است.